# Рахунов, Михаил Ефимович
Михаи́л Ефи́мович Рахуно́в (род. 18 июля 1953, Киев, Украинская ССР) — советский спортсмен (русские шашки), международный гроссмейстер, гроссмейстер СССР, поэт и переводчик.

## Основные спортивные достижения
Бронзовый призёр чемпионата Мира (1989, Сан-Лоренсу, Бразилия);
2-кратный чемпион СССР (1980,1988);
2-кратный серебряный призёр СССР (1979,1984);
2-кратный бронзовый призёр СССР (1978,1989);
участник 14 чемпионатов СССР (1971, 1972, 1977—1981, 1983—1989);
3-х кратный чемпион Украинской ССР (1973, 1978, 1984)
С 1995 года проживает в штате Иллинойс (Большой Чикаго, англ. Chicagoland), США.
Жена — Анита Петровна Ивансоне — мастер спорта СССР по шашкам.

## Литературное творчество
В 2008 г. опубликовал в Чикаго сборник стихотворений «На локоть от земли» (ISBN 978-1-4276-3113-8).
С 2009 года занимается переводами англоязычной поэзии: Сара Тисдейл (см. Сара Тисдэйл), Роберт Льюис Стивенсон, Уильям Батлер Йейтс, Редьярд Киплинг. Большая подборка его переводов вошла в книгу Сара Тисдейл. «Реки, текущие к морю», издательство Водолей, (Москва), 2011 г.
В 2012 году издательство Водолей (Москва) выпустила вторую книгу стихотворений поэта «Голос дудочки тростниковой». (ISBN 978-5-91763-094-6). В книгу вошли стихотворения последних лет и большинство переводов. Послесловие к книге написал известный переводчик, писатель и литературовед Евгений Витковский. В 2012 году в США вышла второе издание этой книги. (ISBN 978-1475023169).
В 2016 году в Чикаго, США вышла третья книга стихотворений поэта «Бабочка в руке». (ISBN 978-1519316233).
В 2018 году издательство "Алетейя" Санкт-Петербург издала книгу избранных стихотворений "И каплет время..." (ISBN 978-5-907030-11-4).
К 135-ти летию со дня рождения американской поэтессы Сара Тисдэйл (1884-1933) Санкт-Петербургское издательство "Алетейя" выпустила ее избранные стихотворения на русском и английском языках. ISBN 978-5-00165-040-9. Все стихотворения книги перевел Михаил Рахунов.
В 2022 году издательство "POEZIA.US", Чикаго издала книгу афоризмов М.Р. "Пригоршня афоризмов..." (ISBN 978-1-7348742-4-2).
В 2023 году издательство "Алетейя" Санкт-Петербург издала книгу стихотворений "В трубу трубили слоники" (ISBN 978-5-00165-638-8).
В 2024 году издательство POEZIA.US", Чикаго издала книгу стихотворений "Негасимый свет вечерний" (ISBN 978-1-7348742-7-3).
В своем стихотворении «Параллели» обыгрывает идею параллельных миров.
Михаил Рахунов является серебряным призёром конкурса поэтов-переводчиков Шестого Всемирного фестиваля «Эмигрантская лира — 2014».